# یخچال قائم‌مقام
یخچال قائم‌مقام مربوط به دوره قاجاریان است و در شهرستان تبریز، بخش مرکزی، خ ششگلان -کوچه سرندی - جنب دبستان دخترانه ام البنین واقع شده و این اثر در تاریخ ۲۵ آبان ۱۳۸۴ با شمارهٔ ثبت ۱۳۸۴۳ به‌عنوان یکی از آثار ملی ایران به ثبت رسیده است.